# هولی هیل (فلوریدا)
هولی هیل (به انگلیسی: Holly Hill) شهری در شهرستان ولوسیا ایالت فلوریدا است که در سال ۱۹۰۱ بنیان‌گذاری شده‌است. این شهر طبق سرشماری سال ۲۰۱۰ میلادی، ۱۱٬۶۵۹ نفر جمعیت داشته و مساحت آن نیز ۱۱٫۷ کیلومتر مربع است.